# Ноай, Жюст де
Антонен-Клод-Доминик-Жюст де Ноай (фр. Antonin-Claude-Dominique-Just de Noailles; 22 августа 1777, Париж — 1 августа 1846, Париж), герцог де Пуа и де Муши — французский политик и дипломат.

## Биография
Второй сын Филиппа-Луи де Ноая, герцога де Муши, и принцессы Анн-Луизы-Мари де Бово-Кран.
Седьмой принц де Пуа, с 1834 года, после смерти старшего брата Шарля-Артюра-Тристана-Лангедока де Ноая, стал 4-м испанским и 3-м французским герцогом де Муши и герцогом де Пуа, а также грандом Испании 1-го класса.
Обучался в коллеж де Грассен. Во время революции, жестоко обошедшейся с его семьей, принц с матерью жил в Париже, стараясь не привлекать к себе внимания. В свете он появился только в эпоху Консульства, в 1806 году был представлен императору, назначившему его своим камергером. Возведенный 27 сентября 1810 в достоинство графа Империи, Ноай в 1812 году сопровождал императрицу Марию Луизу в Дрезден и Прагу. В 1814 году командовал ротой Национальной гвардии в Париже и служил на одной из городских застав в день вступления союзников в столицу. Приветствовал Реставрацию, но белую кокарду согласился надеть только после отречения Наполеона.
Людовик XVIII принял принца в Компьене и назначил послом в Санкт-Петербург, где тот оставался до 1819 года. Являясь persona grata, Ноай единственным из иностранных министров был допущен за императорский стол на торжественный обед 24 декабря 1814. В период Ста дней находился в России, затем съездил во Францию за новыми королевскими инструкциями.
Вернувшись на родину, выставил свою кандидатуру на парламентских выборах 1 октября 1821 во 2-м округе департамента Мёрт (Люневиль), но проиграл своему сопернику Ларюэлю с 51 голосом против 107. Назначенный в 1824 году президентом избирательной коллегии Мёрта, он был избран 6 марта того же года, получив 185 голосов (при 194 голосовавших и 224, внесенных в списки). В составе палаты депутатов демонстрировал умеренные взгляды и сблизился с либеральной партией.
Свою политическую позицию Ноай высказал еще в первые дни Реставрации, и в дальнейшем не отступал от нее: «Чтобы эта реставрация имела шанс продлиться, надо убедить большинство французов своими действиями, что легитимный король может быть королем конституционным, и что те, кому от предков достался титул первых дворян королевства, могут понять плебейские интересы».
В 1827 году вернулся в частную жизнь.
После Июльской революции пользовался своим избирательным правом в Сарребуре, в департаменте Мёрт, и в Санлисе, в департаменте Уаза.
Занимался благотворительностью. Был одним из основателей Общества улучшения тюрем и президентом административного совета Общества взаимопомощи, основанного с целью помощи престарелым, воспитания и обучения ремеслу сирот, и помощи на дому.

## Награды
- Командор ордена Почётного легиона (13.08.1814)
- Кавалер ордена Святого Людовика (13.08.1814)
- Рыцарь орденов короля (30.05.1825)

## Семья
Жена (11.05.1803): Франсуаза-Ксавьера-Мелани-Онорин де Талейран-Перигор (18.09.1785—19.02.1863), одна из придворных дам императрицы Марии Луизы, камерфрейлина герцогини Беррийской, дочь герцога Аршамбо-Луи-Жозефа де Талейран-Перигора и Мадлен-Анриетты-Сабины Оливье де Сенозан-Виривиль, племянница князя Талейрана
Дети:
- Шарль-Филипп-Анри (9.09.1808—25.11.1854), герцог де Муши и де Пуа. Жена (6.04.1834): Анн-Мари-Сесиль де Ноай (1812—1858), дочь Альфреда-Луи-Доминика-Венсана-де-Поля де Ноая и виконтессы Розали-Шарлотты-Антуанетты-Леонтины де Ноай
- Шарль-Антонен (13.03.1810—23.08.1852), граф де Ноай. Жена (25.04.1849): Анна Мария Елена Косвельт (ум. 1912)
- Амеде-Аделаид-Луи (9.10.1811—27.02.1860)
- Александрин-Леонтин-Мари-Сабина (13.05.1819—20.03.1870). Муж (5.09.1846): Чарлз Генри Лайонел Виддингтон Стендиш (1823—1883)